# Banana Gutter
Der Banana Gutter ist ein kurzer Zufluss des Pagua River im Osten von Dominica im Parish Saint Andrew.

## Geographie
Der Banana Gutter entspringt an der Südflanke der Pagua Hills auf ca. 360 m über dem Meer und fließt stetig und in steilem Verlauf nach Süden. Östlich von Stonefield Estate mündet er kurz unterhalb und gegenüber der Ravine Pinard von Norden und von links in den Pagua River. Der Fluss ist ca. 1,4 km lang.